# 松本ちえこ
松本 ちえこ（まつもと ちえこ、1959年11月12日 - 2019年11月17日）は、日本のタレント、女優、元アイドル歌手。本名は松本 千枝子。血液型O型。身長160cm。B84cm、W61cm、H88cm。音楽レーベルはポニー・キャニオン。
東京都出身。品川区立城南小学校、品川区立東海中学校、中延学園高等学校卒業。

## 来歴・人物
三人姉妹の次女で二歳上に姉、二歳下に妹がいる。自身でも使う愛称は"チーコ"。父親はタクシー運転手。
友達とテレビ朝日の歌番組「ベスト30歌謡曲」の観覧に行った際にスカウトされる。テレビ局の人から「冗談でいいから番組で今度桜田淳子ちゃんの歌をうたってみてくれない?」と持ちかけられ、OKしたことがデビューの発端となる。
その後、NETテレビ（現：テレビ朝日）の歌謡バラエティー番組『前武のヤングアップ』タレントスカウトコーナーに出場し合格、1974年、アイドル歌手としてシングル『ボーイフレンド』でデビューした。キャッチフレーズは「小リスのようにかわいらしく、オチャメで、ちょっぴりおしゃれなチーコ」。
しかしデビュー当時は芸能情報誌の平凡や明星などの白黒ページに取り上げられることはあっても、パッとせず、本人も事務所もアイドルとしての成功は半ばあきらめかけていた。そのため、2曲目の『まぶしい彼』から1年あまりブランクがあった。その間の活動は不明だが、1976年に活動を再開。再開直後に資生堂バスボンのCMでブレイク。CMで歌われた『バスボンの歌』が話題になりシングル化はされなかったが後にアルバムには収録された。その勢いもあり同年発売のシングル『恋人試験』が大ヒット、その後も「恋人」「学業」関連の楽曲が続き『ぼく』ではスマッシュヒットとなった。
1976年にはTBS系ドラマ「三男三女婿一匹」の第1シリーズで初レギュラー出演となる。
また1977年には当時のキャニオンレコードフレッシュガール（木之内みどり、岡田奈々らと三人組）によるニッポン放送キャンペーンガールとして年間を通してラジオキャッチコピー『フレッシュラジオ』として活躍した。ラジオ放送時に色んな番組にてニッポン放送ステーションジングルを担当した。尚ステーションジングルキャッチコピーは1974年から1998年まで行われていたニッポン放送の販促の一環である。
しかし後述の“妊娠疑惑騒動”によりアイドルからの転身を余儀なくされ、月刊プレイボーイ1979年12月号でヌードグラビアを発表し「アイドルがヌードによって過去のイメージを脱却して新たなステージへと進む」という手法の第一号となった。さらに日活ロマンポルノに出演するなど女優業へ活動の場を移す。
1995年、自らのプロデュースにより、南フランスのプロヴァンス地方で撮影したヘアヌード写真集を出している。撮影の初日にはヌーディストビーチに行き日光浴で全身を小麦色にして撮影に臨んでいる。
私生活では1990年にロックバンドグループQUARTER BUDDY'S(クオーター バディーズ)のメンバー高澤一人と結婚、1999年に離婚、一女の高澤桃子を授かる。
2000年12月に放送の日本テレビ「あの人は今!?20世紀アイドル伝説の108人」ではVTRにて娘の桃子（当時10歳）とテレビ初出演して紹介され松本はスタジオ生出演で当時のエピソードと恋人試験を披露した。その時にエピソードの一つとして当時バスボンガールだったCM時の男性5人のうちの一人がモデル活動していたデビュー前の山下真司であることが明かされた。
2005年にデビューした娘の高澤桃子と度々歌謡番組やバラエティー番組で共演している。また親子で「恋人試験」をデュオした。
晩年は女優として活動し、また2010年以降も雑誌の取材等に特集されることが多かった。親族が経営している会社に籍を置き、またレーベルを通しての個人事務所として芸能関係の仕事は過去を懐かしむ番組の出演依頼があったら受ける程度だったという。
2019年11月17日朝に大動脈瘤破裂のため死去したことが、同年12月6日明らかになった。60歳没。

### 芸能界交友録
- 芸能界の親しい仲間としては浅野ゆう子、片平なぎさ、木之内みどり、前田武彦、シェリー、ラビット関根（現：関根勤）らの名前を挙げている[12]。
- 後にキャンディーズ、ピンク・レディーらとの番組共演をきっかけにプライベートでも交友があった。
- 岩崎宏美とは生まれが1年違いで誕生日が同じ、生まれた時間までも20分違い（松本：午後12時20分、岩崎：午後12時40分）ということで雑誌対談後に交友が深まっている[13]。

### 所属事務所
- ニューバンブー音楽事務所 - （デビュー - 1984年）
- 高瀬プロダクション - （1984年 - 2012年）
- アイティ企画（I・T企画） - （2013年 - 2014年）

## 主な受賞歴
- 1976年第14回ゴールデン・アロー賞「グラフ賞」を受賞。

## タイアップ
- 資生堂バスボン石鹸・シャンプーのコマーシャルに出演し初代バスボンガールとして話題になったときに使用された楽曲が『バスボンのうた』として後のアルバム等に収録されている。シングル化（リリース）はされていないが当時資生堂から販促用のソノシート盤として一部に配布された。
- バスボンのうた （作詞：糸井重里、吉田博昭　作曲：あかのたちお）なお、同時収録されているのは『バスボンのうたパートII』である[14]。

## エピソード
娘の高澤桃子もデビューのきっかけが母と同様である。中学生だった桃子が母と一緒にテレビ局に行ったときに、歌番組の演出ディレクターだったバーニングプロダクションの平野昌一にオーディションに出るよう薦められたのが桃子としてのタレント活動をするきっかけとなったという経緯がある。

## 妊娠疑惑騒動
1977年暮れ頃から、松本の下腹部が急に膨れて外見からもはっきり分かるようになり、それを隠すためにマタニティ風の衣装を着ることが多くなってきた。関係者からは妊娠が疑われるようになり、当時の事務所が松本の父親へ本人に確認するよう連絡した。それを受けて父親は松本を産婦人科に連れて行ったところ「卵巣腫瘍の疑い」として入院することとなった。しかし、その結果が出る以前に事務所とレコード会社との間では「妊娠を前提とした善後策」が話し合われており、これがマスコミに察知されたことで「松本ちえこ妊娠説」となってひとり歩きし、父親探しのゴシップが出回る事態にまで発展した。松本は翌1978年年明けに腹水を抜く手術を行い、退院後に会見を行ったが、年末年始を挟んだことが災いして情報の伝達が遅れ、アイドルとしての商品価値を失う結果となった。

## 出演

### 映画
- 新宿馬鹿物語（松竹）（1977年9月17日公開）監督：渡邊祐介、原作：半村良　- 梢 役
- こちら葛飾区亀有公園前派出所　（東映） (1977年12月24日公開)　監督：山口和彦 - 水木サユリ 役
- 博多っ子純情　（松竹）(1978年12月2日公開)　監督：曽根中生　原作：長谷川法世　脚本：石森史郎　音楽：服部克久 - 小柳類子 役[17]
- トラック野郎・熱風5000キロ　（東映）(1979年8月4日公開)　監督：鈴木則文 - 藤村恵子 役
- 元祖大四畳半大物語　（日活）(1980年8月16日公開)　監督：松本零士、曽根中生 - 早苗 役
- 夕ぐれ族　（日活） (1984年4月20日公開)　 監督：曽根中生　脚本：佐伯俊道　音楽：本多俊之 - 瞳郁子 役

### テレビ

#### 音楽番組
- 夜のヒットスタジオ（フジテレビ）（1976年7月5日、放送第400回記念）（1976年10月11日）他
- ロッテ歌のアルバム（TBS）（1977年2月、他）
- ヤング歌の祭典（NHK、1977年5月5日）
- オールスター水泳大会（フジテレビ） - 大磯ロングビーチ - （1978年7月29日）（1979年7月25日）他
- レッツゴーヤング（NHK総合）（1976年12月12日「ラテン・フィエスター」、10月24日、1977年2月6日、4月17日「ビートルズ特集」、6月5日、9月18日、10月16日）他
- 紅白歌のベストテン（日本テレビ）（1976年8月、10月、11月、12月、他）
- 花のステージ・第21回レコード祭歌謡大会（1977年11月2日）
- クイズ・ドレミファドン（フジテレビ、制作：渡辺プロダクション）
- ベスト30歌謡曲（テレビ朝日）
- '88夏休みスペシャル 思い出のアイドルスター大集合in大磯　（フジテレビ）（1988年7月22日放送）
- 泣いた笑った壮絶人生超豪華！あの人は今！夢の紅白歌合戦　（TBS）（2003年12月27日放送）※娘の高澤桃子と「恋人試験」をデュオ
- 超豪華競演！堺正章・井上順の時代を飾ったあの名曲たち　歌って笑って生放送2　（フジテレビ）（2005年6月8日放送）
- HEY!HEY!HEY!3時間スペシャル　「今聴きたい！名曲伝説的アイドルの祭典！」（フジテレビ）（2010年9月20日放送）

#### ドラマ
- 三男三女婿一匹 第1シリーズ（1976年 - 1977年、TBS / テレパック） - 村山愛 役[18]（※初レギュラー出演）
- 夜明けの刑事 第66話「人質になった女子高校生の危機!!」（1976年、TBS / 大映テレビ） - 中川ちえ 役
- 明日の刑事 第6話「ちえこの初恋 幸せになりたい」（1977年、TBS / 大映テレビ）　- ちえこ 役
- かあさん堂々 （1977年、TBS）
- カレー屋ケンちゃん （1979年、TBS / 国際放映）
- 傑作推理劇場 「西村京太郎の殺人志願」（1980年、テレビ朝日）
- 虹子の冒険 第10話「雪が降る」（1980年、テレビ朝日 / KANOX） - あざみ 役
- 西部警察 第52話「ギャングになった刑事」（1980年10月12日、テレビ朝日） - 夕子 役[19]
- ドラマ人間模様・続 夢千代日記 第2話 （1982年、NHK総合） - 恵子 役
- 俺はご先祖さま 第6話「赤ちゃん、どこから…?」（1982年、日本テレビ）
- 噂の刑事トミーとマツ 第2シリーズ 第7話「トミマツふらふら! ジャズダンスに潜入」（1982年、TBS / 大映テレビ）- 中沢としこ 役
- 西部警察 PART-III （テレビ朝日 / 石原プロ）
  - 第19話「決戦!燃えろ玄界灘 －福岡篇－」（1983年9月11日） - 川村今日子 役
  - 第55話「80通の脅迫状」（1984年6月17日） - 高木ゆきこ 役
- 月曜ワイド劇場 （テレビ朝日）
  - 「女囚犯歴簿III」（1984年）
  - 「十七歳非行妻 あなたの赤ちゃんを産みたい!」（1985年）
  - 「京都 祇園レディスホテル、女子高卒業17年 ああ熟女たちの同窓会!」（1985年）
- 特捜最前線 第371話「7月の青春レクイエム」（1984年、テレビ朝日 / 東映）
- 流れ星佐吉 第14話「岡ッ引き首ッたけ大弱り」（1984年7月3日、フジテレビ）
- 土曜ワイド劇場 （テレビ朝日）
  - 「オフィス妻のさけび 超高層ビルから死の投身!? 過去を買った女」（1984年） - 長谷れいこ 役
  - 「湖中の女 美しい社長夫人の完全犯罪“殺してくれる?”」（1985年）
  - 「佐渡が島殺人事件 殺しの現場を激写した女カメラマン」（1986年）
  - 「喪服のにあう人妻ふたり 危険な女たちの殺人ゲーム」（1986年）
  - 「山村美紗サスペンス 京都不倫旅行殺人事件」（1986年）
  - 「牟田刑事官事件ファイル6 奥鬼怒川湯けむり渓谷の殺意」（1987年）
  - 「豪華サロンカー婚約ツアー殺人事件 蓼科高原女神湖二泊三日の旅」（1987年） - マリ 役
  - 「みちのく鳴子温泉同窓会殺人事件 実年素人探偵とおんな秘書の名推理」（1988年） - みどり 役
  - 「テニススクール 女たちの華麗な斗い」（1989年）
  - 鉄道おんな捜査官シリーズ - 鉄道捜査官 轟悦子 役

1. 「鉄道おんな捜査官1 花村乃里子の大決断!」（2000年）
2. 「鉄道おんな捜査官2 私は殺された…鳴門の渦に女の叫び!」（2002年）
3. 「鉄道おんな捜査官3 津和野トンネル殺人!」（2003年）

- 太陽にほえろ! 第680話「陽ざしの中を」（1986年、NTV / 東宝） - 小原真智子 役
- 水曜ドラマスペシャル 夏の特選サスペンス(4)「詐欺師の旅」（1986年8月27日、TBS）－ 久子 役
- 金曜女のドラマスペシャル 「京都愛人旅行殺人事件」（1987年、フジテレビ）
- 花王愛の劇場 「誘惑」（1987年、TBS） - 斉藤あき子 役
- あきれた刑事 第9話「右往左往」（1987年、日本テレビ） - なみえ 役
- 乱歩賞作家サスペンス「不吉な福の神」（1988年、関西テレビ）
- さすらい刑事旅情編 第1シリーズ 第11話「九州縦断SL列車“あそBOY”号 火の国の女の殺意」（1988年、テレビ朝日）
- はぐれ刑事純情派　第1シリーズ　第13話「女の中の悪魔」（1988年6月29日、テレビ朝日 / 東映） - 長谷咲子 役
- 金曜エンタテイメント 「女ざかり!!区役所の名探偵2」（2001年、フジテレビ） - 中条文枝 役
- 女と愛とミステリー 「喪失 -ある殺意のゆくえ-」（2002年、テレビ東京） - 塚越早苗 役
- 金曜プレステージ 「日向夢子調停委員事件簿5　高価な代償」（2008年、フジテレビ）

### バラエティー
- 8時だョ!全員集合（1976年12月11日、TBS / 渡辺プロダクション）　歌：ぼく　コーナー：少年少女合唱隊参加
- 時間だヨ!アイドル登場（1977年2月、日本テレビ）
- オールスターものまね王座決定戦（1977年10月、フジテレビ）※伊藤咲子の「きみ可愛いね」のものまねで出場。
- 紅白ものまね歌合戦「ピンクレディー特集」（1978年1月20日、フジテレビ）※香坂みゆきと一緒にピンクレディーものまねを披露
- 家族そろって歌合戦（1977年2月、TBS）
- がんばれ!ピンチヒッターショー（1977年3月、フジテレビ）
- 歌謡ハラハラサンデー（1977年3月、テレビ朝日）
- 欽ちゃんのドンとやってみよう!(1977年2月、歌：ハイ！授業中、8月、歌：おもいで不足、フジテレビ）
- 連想ゲーム（1978年1月7日、NHK総合）、他
- お国自慢にしひがし「徳島篇」（1978年2月6日、NHK総合）
- 金曜10時!うわさのチャンネル!!（1976年 - 1978年、日本テレビ）「ぼく」「おもいで不足」「ワンダフル・ヒーロー」他
- 土曜ひる席（1977年4月3日、NHK総合）「漫才・ものまねコント」、（1978年3月18日、「学生時代」）
- こども面白館「立体講座」（1977年9月3日、NHK総合）『怪傑自来也』『手品』『世界日本びっくり話・忍者屋敷の秘密』
- 三枝の笑タイム（1978年8月9日、1979年3月24日、NHK総合）
- クイズ面白ゼミナール（1987年12月6日、NHK総合）1982年、1985年10月27日、1986年2月23日、7月13日、10月19日、他
- がまかつ 日本列島釣りある記（1989年1月15日、テレビ朝日）「長崎・対馬のキス釣り」
- 探検王国 そんなことアルマジロ（1998年、テレビ朝日）[20]
- あの人は今！20世紀伝説アイドル108人大捜索（2000年12月30日、日本テレビ）
- 女だらけのあの人は今！！伝説の美女ベスト100（2003年9月20日、TBS）
- 金曜スーパープライム 「ザ・追跡スクープ劇場3 気になるあの人あの事件結局ドウナッタ？50連発SP」（2012年2月3日、日本テレビ）
- 爆報! THE フライデー （2012年2月3日、TBS）「あの美少女は今！」

### 情報番組
- おもいッきりDON!　（2009年8月28日、日本テレビ）「DONとTALK・あの人に逢いたい」※娘の高澤桃子と出演
- ひるおび　（2010年3月18日、TBS）「CMでブレイクしたアイドル」

### 特別番組
- 新春かくし芸大会（1977年 - 1983年、フジテレビ / 渡辺プロダクション）

'78年版演目ー東軍「洋舞・ブロードウェイの妖精達」（キャンディーズ、ザ・リリーズ、五十嵐夕紀らと披露）
'82年版演目①ー東軍「洋舞・Boby Shop」（桜田淳子、中島はるみ、五十嵐夕紀、城戸真亜子、水野ますみ、大滝裕子、他と披露）
'82年版演目②ー東軍「SFドラマ・2001年宇宙の恋」（井上順、研ナオコ、黛ジュン、松村和子、ビジーフォー、他と披露）
- オールスター紅白大運動会（1977年 - 1980年、フジテレビ）
- 新春レコード会社10社対抗オールスター大運動会（1976年 - 1987年、TBS）※キャニオン所属代表の一人として出場

### ビデオ ・DVD
- 博多っ子純情（1978年）（VHS：1984年、SE-0706 / DVD：2013年5月24日、RFD-1135）
- 淑女、悪女 （1984年、ファイブスター、FV-8517　監督：渡辺優）
- 夕ぐれ族　（1984年）（DVD：2014年5月2日、BBBN-3030）
- 熟女マドンナ・松本ちえこ（笠倉出版社）（VHS：1991年11月発売）
- ねこじゃらし38歳（1991年、ケイエスエス販売　監督：上垣保朗）
- 石立鉄男の詐欺師の旅（1986年）（DVD発売元：ベストフィールド、販売元：TCエンタテインメント、2019年4月26日発売、BFTD-0298）
- 元祖大四畳半大物語（2002年8月23日発売）（販売・発売元：ジェネオン・ユニバーサル・エンターテイメント、規格番号：PIBD-1111）

### CM
- 資生堂 （バスボン：シャンプー・リンス、石鹸）（クリア：シャンプー）
- 中外製薬 （バルサン）
- YAMAHA (バイクスクーター・chappy)

### 舞台
- 喜劇 隣人戦争 （1978年11月3日 - 12月27日、芸術座劇場）
- 東宝ミュージカル特別公演「サウンド・オブ・ミュージック」演出：キャッシュ・バクスター（1980年3月1日 - 20日、名古屋・中日劇場） - リーズル 役
- あゝ野麦峠（演出：竹内伸光、関矢幸雄）（1980年4月12日 - 26日、京都・南座） - すみ 役
- 噂の二人（1985年11月16日 - 30日、地人会、興和企画・提携公演、三越劇場）演出：木村光一、主演：有馬稲子、新橋耐子、南風洋子

### イベント
- 第12回三浦海岸フェスティバル（1979年7月24 - 8月7日）「真昼の歌謡大作戦」（7月23日ヤングアップ生放送）
- 京浜急行イメージキャラクター『あしたは快晴!三浦海岸・京浜急行』（1978年 - 1979年）

## 音楽

### シングル
- 全てのシングル・アルバムはキャニオン・レコードからリリース。

| #  | 発売日          | A/B面 | タイトル               | 作詞         | 作曲         | 編曲         | 規格品番 |
| -- | --------------- | ----- | ---------------------- | ------------ | ------------ | ------------ | -------- |
| 1  | 1974年 8月25日  | A面   | ボーイフレンド         | 安井かずみ   | 中村泰士     | あかのたちお | A-227    |
| 1  | 1974年 8月25日  | B面   | 恋のチャンス           | 安井かずみ   | 中村泰士     | あかのたちお | A-227    |
| 2  | 1974年 12月10日 | A面   | まぶしい彼             | 安井かずみ   | 中村泰士     | あかのたちお | A-241    |
| 2  | 1974年 12月10日 | B面   | わたしの気持           | 安井かずみ   | 中村泰士     | あかのたちお | A-241    |
| 3  | 1976年 5月25日  | A面   | 恋人試験               | 伊藤アキラ   | あかのたちお | あかのたちお | C-1      |
| 3  | 1976年 5月25日  | B面   | すてきな三銃士         | さいとう大三 | あかのたちお | あかのたちお | C-1      |
| 4  | 1976年 8月25日  | A面   | 恋人願書               | 伊藤アキラ   | あかのたちお | あかのたちお | C-17     |
| 4  | 1976年 8月25日  | B面   | 十七才の証明書         | 伊藤アキラ   | あかのたちお | あかのたちお | C-17     |
| 5  | 1976年 11月25日 | A面   | ぼく                   | さいとう大三 | 馬飼野俊一   | 馬飼野俊一   | C-29     |
| 5  | 1976年 11月25日 | B面   | 恋の手紙にルールはない | さいとう大三 | 馬飼野俊一   | 馬飼野俊一   | C-29     |
| 6  | 1977年 2月25日  | A面   | ハイ!授業中            | 伊藤アキラ   | 小泉まさみ   | 馬飼野康二   | C-40     |
| 6  | 1977年 2月25日  | B面   | 猫とあいつ             | 小泉まさみ   | 小泉まさみ   | 馬飼野俊一   | C-40     |
| 7  | 1977年 5月25日  | A面   | 海辺のあいつ           | 伊藤アキラ   | 小泉まさみ   | 馬飼野康二   | C-49     |
| 7  | 1977年 5月25日  | B面   | サンシャイン海岸       | 伊藤アキラ   | 小泉まさみ   | 馬飼野康二   | C-49     |
| 8  | 1977年 8月25日  | A面   | おもいで不足           | 横山郁子     | 中村泰士     | 高田弘       | C-63     |
| 8  | 1977年 8月25日  | B面   | 回転木馬               | 松本ちえこ   | 小泉まさみ   | 佐藤準       | C-63     |
| 9  | 1977年 11月25日 | A面   | フラワー・メッセージ   | 藤公之介     | 加瀬邦彦     | 船山基紀     | C-77     |
| 9  | 1977年 11月25日 | B面   | ゆずって下さい         | 藤公之介     | 加瀬邦彦     | 船山基紀     | C-77     |
| 10 | 1978年 5月25日  | A面   | ワンダフル・ヒーロー   | 三浦徳子     | 小泉まさみ   | 船山基紀     | C-95     |
| 10 | 1978年 5月25日  | B面   | 哀愁メモリー           | 三浦徳子     | 船山基紀     | 船山基紀     | C-95     |
| 11 | 1978年 8月21日  | A面   | かわいい貴方           | 三浦徳子     | 小泉まさみ   | 船山基紀     | C-110    |
| 11 | 1978年 8月21日  | B面   | セントラル・パーク     | 三浦徳子     | 船山基紀     | 船山基紀     | C-110    |

### アルバム

#### ベスト・シングル盤
- BEST SELECT SERIES（1977年6月 / DC-3）①恋人試験 ②ぼく ③ハイ!授業中 ④ボーイフレンド

#### ベスト・アルバム　CD
- 松本ちえこBEST24 全曲集（1977年12月10日／AY-6001〜2） ※限定盤
- プレイバック・シリーズ 松本ちえこ（1987年11月21日／D28P-6171）
- フォーエバー・アイドル・ベスト・シリーズ 松本ちえこ（1989年8月21日／D27A-1042） ※限定盤　彩・ピクチャーCD
- 松本ちえこBEST（2001年11月7日／PCCA-01582）
- Myこれ!Lite 松本ちえこ（2010年4月21日／PCCS-00117）[25]

#### 復刻盤・CD
- ちえこのハロー・ウインター（2009年7月15日／PCCS-00068）
- ワンダー・キャラバン（2009年7月15日／PCCS-00069）

#### カセット・テープ
※発売元は全てポニー
- 松本ちえこファースト（1976年／CE-6022） ※「ビバ・アニマルズ」と同一内容だが、A面とB面が入れ替えられている。
- 松本ちえこベスト12（1979年／CF-6005）
- ハーイ!ともだち 松本ちえこ（1980年／CF-6027）
- 松本ちえこフレッシュ・12（1981年／CF-6040）

## 写真集
- 松本ちえこ写真集「愛があるから・・・あなたへ」　週刊プレイボーイ特別編集　撮影：中村昇　（発行：集英社）（1981年4月20日）
- 「シエスタ・昼の夢」　松本ちえこ写真集　撮影：リュウ・ハナブサ　（発行：ぶんか社）（1995年4月20日） ISBN 4-821-12066-6[26]

## 書籍
- 『ハーイ！ちえこです』（1976年11月25日、発行：光風社書店）

## 主な雑誌特集
- 「週刊プレイボーイ」（発行：集英社）
  - 1974年12月17日号(№47)：フレッシュPBメイト・爽やかチーコでごきげんよう
  - 1976年5月11日号：特集グラフ『CFガールBEST5』
  - 1976年5月18日号：松本ちえこの濡れたパーツにど～んと密着![27]
  - 1976年6月22日号：（№25）表紙、旬なフレッシュアイドル
  - 1976年7月13日号：（№28）南の島に松本ちえこの青いバストがゆれた! - 46頁。
  - 1976年7月20日号：潮風の戯れ・松本ちえこ
  - 1976年12月7日号：人気№1松本ちえこの新しい魅力[28]
  - 1977年1月11日号：表紙・新春グラビア特集[29]
  - 1977年2月15日号：表紙・巻頭グラビアピックアップ
  - 1977年12月6日号：ビッグ・グラフ特集「ふらわあ・めっせーじ」松本ちえこ[30]
  - 1978年6月13日号（№24）蘇るチーコの超ビキニ
  - 1978年10月3日号：ビッグ特集グラビア
  - 1980年10月3日号：ビックグラフ特集「残照に濡れた儀式」[31]
  - 1981年1月6・13日合併号：カラーグラビア特集
  - 1981年3月10日号：話題の巻頭COLOR松本ちえこ・Fantastic Ballade in Okinawa[32]
  - 1982年週刊プレイボーイ特別編集・GalsMate'82・アイドル特集
  - 1984年4月17日号：（特大号）夕ぐれ族で筒見待子に体当たり！
- 「平凡パンチ」（発行：平凡出版）
  - 1974年10月28日号：ボーイフレンド募集中!松本ちえこ
  - 1976年4月19日号：表紙・グラビア特集
  - 1976年7月5日号：グングンのびる。
  - 1976年10月28日号：ボーイフレンド募集中!松本ちえこ
  - 1976年11月8日号：松本ちえこAUTUMN SPECIAL+ピンナップ
  - 1977年2月21日号：『ハイ!ボーイフレンド募集中・松本ちえこ』
  - 1978年1月30日号：（表紙）注目のアイドル！
  - 1978年2月20日号（№698）：恒例タレント寒中水泳大会
  - 1978年7月10日号：ちかごろやたらキラキラしているぜ松本ちえこをつかまえろ!!
  - 1981年1月19日号：絶頂トーク連載⑤松本ちえこ - 54頁。
  - 1984年10月29日号：好きな男に抱かれると全身がカラッポになっちゃうの（表紙グラビア）
- 「WEEKLY平凡パンチ」（発行：平凡出版）
  - 1976年9月20日号：ダイナミックカラー『キミ恋人願書出してみる？松本ちえこ』[33]
  - 1977年10月17日号：特大号『まんまるちえこが飛んでる』[34]
- 「別冊POKETパンチ oh!」（発行：平凡出版社、1976年10月号）グラビア：気になるオンナのコ、特集/松本ちえこの全部
  - ワタシのいちばんカワイイとこどこですか、松本ちえこ（歌手）ー16才のメタモルフォーゼ
- 「近代映画」（発行：近代映画社、1976年10月号）『恋人試験に続く新曲恋人願書も発売むかえて元気いっぱいです』
- 「映画の友」（発行：映画の友社、1984年5月号）松本ちえこ特集①グラビア（付録付き）②夕ぐれ族・追跡カラー『松本ちえこ 山本奈津子』③稲川淳二対談『自分をかくすことがイヤなの!』[35]
- 「週刊マーガレット」（1976年、51号）「いま一番!この娘（こ）がもててます！！」※この月に同様のサブタイトルで各女の子向け週刊漫画雑誌に特集が組まれた。
- 「週刊少年マガジン」（発行：講談社）1976年10月31日号、独占表紙、特集ページ、巻頭。
- 「週刊少年キング」（発行：少年画報社）1977年1月24・31日合併号（№5・6）『ちえこのお正月』5ページ特集。
- 「Mr.Action!(ミスター・アクション)」（発行：双葉社）
  - 1976年11月号『アクションメイト松本ちえこ』（カメラ：浅井鉄雄）、『ふざけ半分・突撃インタビュー』
  - 1978年6月号　カラーグラビア『色っぽくなった松本ちえこ春はちょっぴりセクシーに』
- 「週刊TVガイド」 発行：東京ニュース通信社
  - 1976年6月18日号(714号)、単独表紙とグラビア掲載「松本ちえこ六本木で踊った!」28頁・他。
  - 1976年12月10日号、「ちっちゃいオメメでデッカイ賞　CMの人気者・松本ちえこが第14回ゴールデンアロー賞受賞」「ここでCM松本ちえこのバスボン」57頁。
  - 1977年1月28日号(746号)、単独表紙と特集記事「松本ちえこカバー特集・CMアイドルハワイの休日」[36]
- Jotomo（1976年9月号）（付録冊子：プチプチ）秋のキャンパスおしゃれヒント集松本ちえこ特集
- 「GORO」（発行：小学館）
  - 1976年10月28日号、№20「アイドル診断・松本ちえこ」
  - 1977年1月13日号、№1 独占表紙、スペシャル特集
  - 1977年5月1日号、№35 別冊GORO「激写」撮影：篠山紀信「ピンクレディーと13人のヤングアイドル」
  - 1977年5月12日号、№36 ピンナップグラビア、特集ページ
  - 1977年8月11日号、№15「ち～この日曜日」199 - 201頁。
  - 1978年1月26日号、№2「ジョージ秋山の美女恐怖症対談「女チャップリンを目ざせ!チーコは氷の好きな子ネコ」松本ちえこ 173頁。
  - 1978年8月10日号、花時計は真夏です松本ちえこ
  - 1984年4月26日号、№9「TELL ME WHY? 松本ちえこ」
- 「週刊明星」（発行：集英社）
  - 1975年8月24日号(№34)：気になるCMガールたち総特集『松本ちえこ・クリアシャンプー（資生堂）』
  - 1976年5月16日号(№20)：チャームコーナー（ファッション）
  - 1976年7月11日号(№28)：日本にもあった夢の島!新曲「恋人試験」も好調・ケラス諸島で早い夏を楽しむ松本ちえこ
  - 1976年8月22日号(№34)特大号：人気は65点を台突破!CMと歌でブームの頂点に…松本ちえこ
  - 1977年1月30日号(№5)：特別グラフ・キュートな2つの太陽『松本ちえこ・アグネス・ラムがハワイで友情宣言』[37]
  - 1977年3月20日号(№12)：グラビアカラー水着、新曲「ハイ!授業中」
  - 1977年4月3日号(№14)：女ドラゴン卒業しCM娘通学中!先生談義も忘れて…/我ら同級生 志穂美悦子vs松本ちえこ
  - 1977年5月29日号(№22)：松本ちえこWIDE PORTピンナップ
  - 1977年10月30日号(№43)996号：ひと足お先にハッピー・ニュー・イヤー「晴れ着姿も艶やかな山口百恵と松本ちえこ」
  - 1978年1月15日号(№3)：山のいで湯でのんびり正月・松本ちえこ
  - 1978年6月25日号(№26)1029号：超美技…とは言えないけれど、松本ちえこスケートボード
- 「週刊平凡」（発行：平凡出版社）
  - 1976年8月5・12日合併特大号(第883号)：夏休み特集グラフ 爆笑!芸能人身長オリンピック
  - 1977年6月23日号（№972）：松本ちえこ岐路に!高校を突然中退 31頁。
- 「月刊・平凡」（発行：平凡出版社）
  - 1974年10月号：ヤングレーダー・9月のスター情報[38]
  - 1976年5月号：これが今年の夏の新しい水着で～す'76年型ヤング向き水着完全ガイド
  - 1976年12月号：ハッピーバースデー対談：松本ちえこ・岩崎宏美 / 北海道の休日（カラーグラビア）
  - 1977年1月号：（表紙）特集ビッグスター愛用品
  - 1977月2月号：ちーこ・ノンノンのローラー・スケート対談：松本ちえこ・森井信好「パッと見た時からノンノンのファンなのヨ！」
  - 1977年3月号：大仲良し対談　松本ちえこ・木之内みどり　神様わたしたちいい奥さんになれるでしょうか!?
- 「月刊・明星」（発行：集英社）
  - 1976年8月号：話題の5人ホットニュース特集「ちえこは1年中小麦色なのです」58頁。
  - 1976年9月号夏休み特大号：（郷ひろみと2ショット表紙）インサイドストーリー「松本ちえこまんまる生いたちストーリー」95頁。
  - 1976年10月号：おもしろ対談特集　郷ひろみ＆松本ちえこ「胸いっぱい!」64頁。
  - 1976年11月号：対談・マチャアキ＆松本ちえこ「調子狂うねんのねん!」98頁。/ 松本ちえこ妹ハッピートリップ
  - 1977年1月号：頬そめてちえこの休日　赤いサイクル松本ちえこ
  - 1977年2月新年超特大号：巻頭カラーグラビア
  - 1977年4月3日号：グラフ対談・女ドラゴン卒業しCM娘通学中『中延学園・志穂美悦子VS松本ちえこ』[39]
  - 1977年7月号：カラー＆グラビアいい気持ちビキニクルーザーちえこのきらめきの匂い
  - 1977年10月号：ちえこ3つのないしょ話
- 「映画ファン」（発行：世界映画社）
  - 1976年8月号（夏休み特大号）「キッスの経験はありますよ!?」39頁。
  - 1976年10月号「特集・松本ちえこキュートな女のコ」
  - 1976年11月号「秋の旅日記・松本ちえこ」
- 「DON DON」（発行：日本ジャーナルプレス社、1977年5月号）カラーグラビア18頁。
- 「週プレ特別編集GIRL!GIRL!GIRL!」（発行：集英社、1977年版）CM SEXY GALラインアップ「メランコリックな秋の海…」
- 「週刊セブンティーン」（発行：集英社）
  - 1974年10月29日号（№41)：アイドルNOW デビュー曲ボーイフレンドで人気急上昇中の松本ちえこ「こどもとおとなが半々のおしゃれでオチャメな女のコ」
  - 1976年7月13日号（№27）：スターグラフ⑦ちえこの夏は粋な夏
  - 1976年10月26日号（№42）：スターグラフ⑨不良少女ちえこ - 106頁。
  - 1977年4月5日号（№15）：もう春です!旅はファッショナブルに…松本ちえこ春のファッションを追っかけろ！102頁。
  - 1977年4月12日号：おしゃれな口紅メーク特集
  - 1977年7月26日号：スターグラフ⑩『松本ちえこ白い冒険』195頁。
- 「週刊アサヒ芸能」（発行：徳間書店）
  - 1978年10月5日号：新・口説き対談　長岡（相撲）VS 松本ちえこ 58頁。
  - 1983年9月15日号：シリーズ「食べごろ・円熟・いい女」⑤松本ちえこのオトコ白状（48 - 50頁）[40]
  - 1989年：日本遺産級平成元年発行「アサヒ芸能」今昔物語グラビア!!松本ちえこ元バスボンガールがいま明かす『広岡瞬との濃密3年間』48 - 49頁。
  - 2001年6月28日号：「松本ちえこ・甦るバスボン密ヘア」
- 「スターランドDELUXE・8月号」（発行：徳間書店、1979年7月）スター＆NUDE写真集Vol.12
- 「月刊プレイボーイ」（発行：集英社）
  - 1979年12月号：松本ちえこ20歳・女への出発（たびだち）105 - 109頁。
  - 1980年6月号・創立5周年直前記念号：百恵・景子・ジュン・ちえこ・・・愛すべき女たちに乾杯!『百恵・ちえこ・景子・ジュンが帰ってきた!』
- 「女性自身」（発行：光文社、1979年12月20日号）『奔放タレント松本ちえこ(20)の恋人を発見!』
- 「CF-BOY・1982年」シーエフボーイ創立25周年号
  - 「何人知ってる？なつかしの顔々」[41]
  - 資生堂CFタレント勢ぞろい!『初代バスボンガールは真ン丸顔の女の子だった』[42]
- 「週刊宝石」（発行：光文社)
  - №16・1984年4月20号：『映画夕ぐれ族・松本ちえこ』[43]
  - №685・1996年1月4・11日合併号：『特集満載!松本ちえこ』
- 「スコラ」（発行：講談社 / 株式会社スコラ）1984年4月26日号『大特集・夕ぐれ族で大胆ヌードを披露した松本ちえこ』
- 「FLASH」（発行：光文社）
  - 1990年3月20日号：”バスボン”の松本ちえこが宣言どおり未婚の母に!　12頁。
  - 2015年9月29日・10月6日合併号：憧れの美女大追跡撮!憧れの美女13人実はこうしていた!　11 - 22頁。
- 「週刊現代」（発行：講談社、1996年2月24日特大号）とっておき官能ヌード
- 「PENTHOUSE DASH」（発行：ぶんか社、1996年3月24日号Vol.2）Sensational NUDE 松本ちえこ（35・36頁掲載）
- 「宝島」（発行：宝島社、1996年8月7日号№353）あのアイドルの消息!!松本ちえこ6才の女児と初公開写真　16頁。
- 「週刊女性」（発行：主婦と生活社）1996年8月13日号№1925　松本ちえこ
- 「永久保存版写真集　平凡パンチ甦れ、アイドルの時代」 発行：マガジンハウス社（2008年4月24日） ISBN 4-838-71863-2
- 「週刊ポスト」（発行：小学館)
  - 1978年8月18日号：松本ちえこ　いま18歳眩しいほどフレッシュな肢体
  - 1979年11月23日号：爆笑シリーズ　あの全裸写真公開のウラ話を白状します
  - 1979年11月30日号：年末総決算ワイド　松本ちえこの次の脱皮作戦
  - 1981年10月23日号：松本ちえこ衝撃の告白 - 52 - 53頁、226 - 228頁。
  - 1995年9月29日号：ヘアも!2大カラー・松本ちえこがスッポンポン
  - 2008年5月23日号：青春のアイドルたち独占掲載・松本ちえこ「水着の美神たち」
- 「FRYDAY」（発行：講談社、2012年6月29日号）FRYDAYプレゼンツ・袋とじカラー8P「バスボンガール松本ちえこ」 - 69頁。
- 「平凡パンチ’80s永久保存版　写真集　The NUDE」　発行：マガジンハウス社（2015年9月24日） ISBN 4-838-72798-4
- 「増刊 FLASH+(プラス)」 発行：光文社（2015年12月号、JAN:4910277281254）
- 「Asagei +plus」（アサ芸プラス：ニュースサイト）（2016年2月19日）「ニッポンのCMシンデレラ50年の名場面⑦ 松本ちえこ・バスボン（1976年）」